# ستيفن إيجلتون
ستيفن إيجلتون (بالإنجليزية: Stephen Eagleton)‏ هو لاعب كرة قدم أسترالي في مركز ظهير ‏، ولد في 26 أكتوبر 1976 في سيدني في أستراليا. لعب مع نادي سيدني أوليمبيك ونادي سيدني يونايتد 58 ونيوكاسل يونايتد جتس ووولونغونغ وولفز.